# Ífigenie

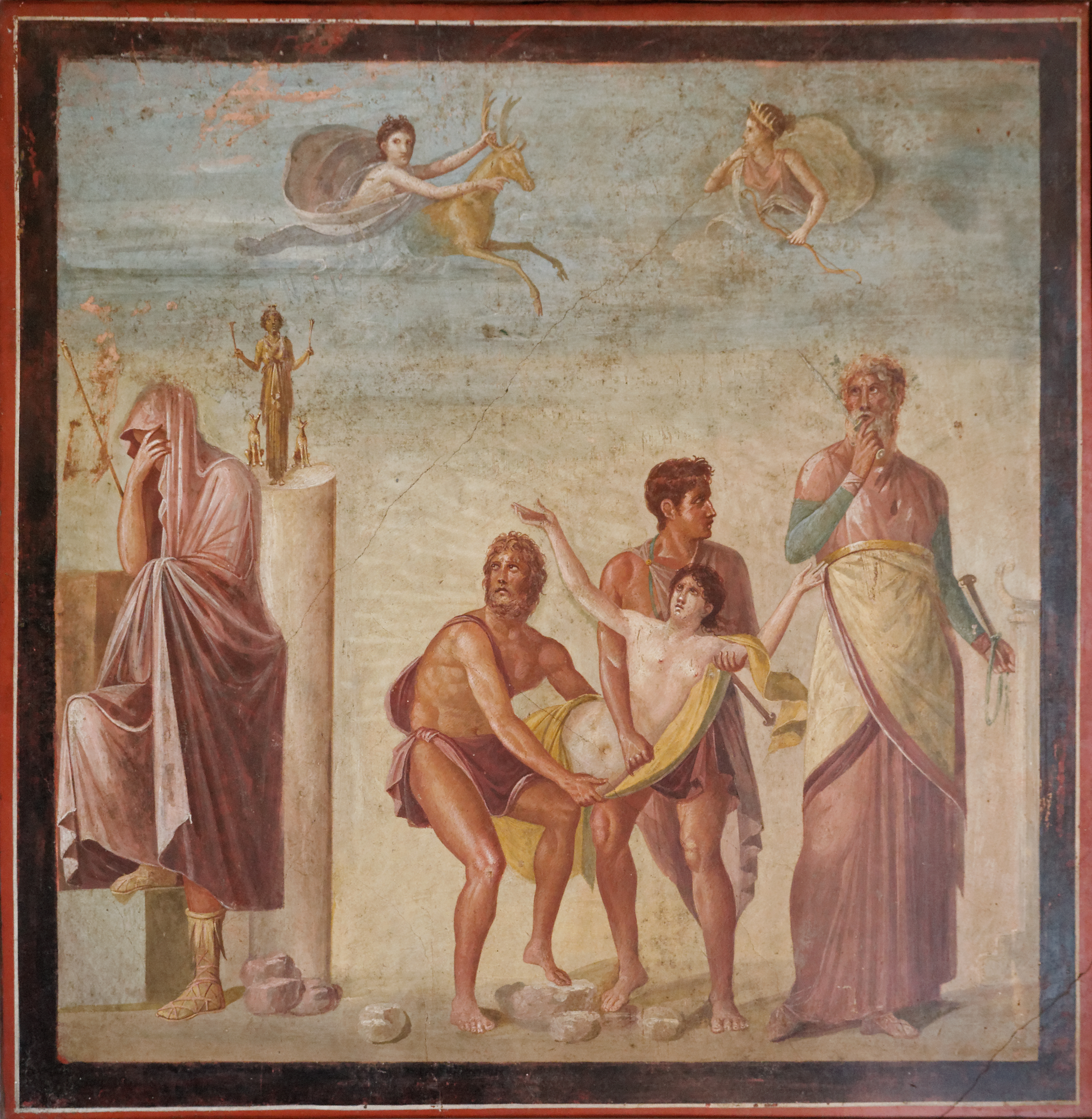
Ífigenie je přinášena k oběti v Aulidě. Freska z vily básníka tragéda v Pompejích, 1. století n. l., transferː Archeologické muzeum Neapol

Ífigenie (řecky Ιφιγένεια Ífigeneia, latinsky Iphigenia) je v řecké mytologii dcera mykénského krále Agamemnóna a jeho manželky Klytaiméstry. Jejími sourozenci byli Orestés a sestry Élektra a Chrýsothemis.
Osudem jí bylo určeno stát se tragickou postavou mýtů, když ji místo slibovaného sňatku s hrdinou Achillem v Aulidě (v Bojótii) její otec nachystal smrt, aby si obětí usmířil bohyni Artemis a zajistil úspěch výpravy do Tróje. Bohyně v okamžiku oběti Ífigenii unesla do Tauridy (dnes Krym), kde se stala její kněžkou v chrámu. Po letech zde zachránila svého bratra Orestea a vrátila se s ním do vlasti, ale kněžská služba ji zůstala.
Postava Ífigenie je námětem Eurípidových tragédií Ífigenie v Aulidě a Ífigenie v Tauridě, ale i řady dalších starověkých i novověkých dramatických a dalších uměleckých děl.

## Mytologický příběh
Král Agamemnón upevnil mocenské postavení Mykén, přivedl je k rozkvětu a bohatství. V této situaci se stalo, že trojský princ Paris unesl krásnou Helenu, manželku Meneláa, krále ve Spartě – Agamemnónova bratra. Po marném vyjednávání o její navrácení manželovi Řekové shromáždili  velké vojsko a loďstvo a bylo připraveno k odplutí.
V přístavu Aulida je však zdržela nepřízeň počasí – panovalo naprosté bezvětří. Po marném čekání povolal král věštce Kalchanta a ten vyložil, že bezvětří je z vůle bohyně Artemis, která nemohla zapomenout, že Agamemnón zabil její posvátnou laň. Zmaření celé vojenské výpravy lze zabránit jedině tím, že Agamemnón obětuje svou nejstarší dceru Ífigenii. Agamemnón se bránil, ale pod nátlakem ostatních velitelů, kteří ho nabádali k odpovědnosti vůči vojsku a hrozili i zvolením jiného vrchního velitele, Agamemnón svolil dceru vydat.
Povolal ji do Aulidy pod falešným slibem, že velký hrdina Achilles se s ní chce oženit a Ífigenie nezaváhala ani na chvíli a přispěchala i se svou matkou, královnou Klytaiméstrou a bratrem Orestem. Na místě se dozvěděla, že ji čeká smrt. Nechtěla zemřít, byla mladá a krásná, čekala ji velká budoucnost. Proti její smrti se postavil i Achilles, bránila ji její matka. Přes veškeré váhání se pomalu musel podřídit i její otec. Za těchto okolností se sama Ífigenie rozhodla: pro vítězství achajských zbraní dá dobrovolně svůj život.
Poslední chvíle u obětního oltáře probíhaly za naprostého klidu. Bojovníci oceňovali dívčinu statečnost s dojetím. Věštec Kalchás uchopil nůž, když ho však přiložil k jejímu tělu, božským zázrakem usmrtil jenom Artemidinu laň. Bohyně oběti vyměnila a dívku unesla. V daleké Tauridě (dnešní poloostrov Krym) ji ustanovila svou kněžkou. Ífigenie měla obětovat každého příchozího cizince, kterého přivede král Thoás, ochránce Artemidiny sochy. Tam sloužila dlouhých sedmnáct let.
Za celá dlouhá léta neslyšela nic o své vlasti ani rodině. Netušila, že trójská válka skončila pádem Tróje. Že její otec se vrátil jako vítěz, ale byl hned na uvítací hostině zabit najatými vrahy jejího strýce Aigistha se souhlasem její matky Klytaiméstry. Že se Aigisthos stal mykénským králem. A neměla ani tušení, že její bratr Orestés se po sedmi letech vrátil a potrestal vrahy svého otce. Podle příkazu boha Apollóna se měl odebrat do Tauridy a tam se ze svého činu očistit před sochou bohyně Artemis.
Orestés se vydal na dlouhou a nebezpečnou cestu, protože pro něj nebylo nic horšího než pronásledování a trýznění Erínyemi, které týraly jeho svědomí po zabití zrádné matky. Doprovázel ho nerozlučný přítel Pyladés. Na konci své dlouhé cesty však přímo pod posvátnou sochou padli do zajetí Thoantových vojáků, aby byli rukou Ífigenie obětování. Ta se slitovala a oznámila, že bohyně si žádá oběť jenom jednoho z nich. Pyladés okamžitě nabídl svůj život, dostane-li Orestés svobodu. Ífigenie s nimi rozmlouvala, dozvěděla se, že jsou její krajané a dobrali se brzy k tomu, že Orestés je její bratr. To obrátilo sled událostí. Ífigenie lstí přesvědčila Thoanta, že je třeba provést očištění mořskou vodou, podařilo se jim nastoupit na loď a odrazit na moře. Ale loď se v bouři vrátila zpět na pobřeží. Tu pomohla bohyně Athéna, poručila Thoantovi, aby je všechny tři propustil. Tak dostala svobodu i Ífigenie, musela však zůstat ve službách bohyně Artemis, avšak ve své rodné zemi. Nemusela také již nikdy provádět lidské oběti. Svůj život dožila v chrámu na pobřeží u Athén, bez manžela a bez potomků.

## Odraz v umění
Ífigenie žije dodnes jako významná hrdinka velkých dramat:
- Eurípidova tragédie Ífigenie v Tauridě a Ífigenie v Aulidě (z 5. stol. př. n. l.)
- Jean Racine: Ífigenie z roku 1674
- Goethova Ífigenie na Tauridě z roku 1776

- hudebně zpracoval tento námět Christoph Willibald Gluck v operách Ífigenie v Aulidě (1774) a Ífigenie na Tauridě (1779)
- antická vyobrazení se zachovala v malbě na vázách, v mozaikách a reliéfech, nejznámější je nástěnná malba Obětování Ífigenie z Pompejí, dále římský reliéf Ífigenie, Orestés a Pyladés v Tauridě (z 2. stol. př. n. l.)
- z novodobého umění je známý obraz Ífigenie od Anselma Feuerbacha (z roku 1862, dnes v Darmstadtském muzeu)